# 東脇
東脇（ひがしわき）は、愛知県豊橋市の地名。

## 地理
豊橋市西部に位置する。東は羽根井西町、西・南・北は牟呂町に接する。

### 河川
- 柳生川[1]

## 歴史

### 人口の変遷
国勢調査による人口および世帯数の推移。
| 1995年（平成7年）  | 1107世帯 3404人 |  |
| 2000年（平成12年） | 1328世帯 3549人 |  |
| 2005年（平成17年） | 1409世帯 3726人 |  |
| 2010年（平成22年） | 1541世帯 3884人 |  |
| 2015年（平成27年） | 1547世帯 3837人 |  |

## 交通
- 愛知県道豊橋環状線[1]
- 愛知県道豊橋港線[1]
- 愛知県道平井牟呂大岩線[1]

## 施設
- 豊橋市西部窓口センター[1]
- 豊橋市南消防署西分署[1]
- 林公園[1]
- 市杵島神社[1]
- 牟呂地区市民館[1]
- 東脇公民館[1]
- 東脇公園[1]
- 曹洞宗楽法寺[1]
- 愛知県三河港事務所[1]
- 愛知県三河港工事事務所[1]
- 井ノ瀬公園[1]
- 愛知県漁連豊橋海苔共同販売部[1]
- 行合公園[1]
- 法華宗(陣門流)法華寺[1]
- 高良社[1]

### WEB
1. ↑  “愛知県豊橋市の町丁・字一覧”.   人口統計ラボ. 2023年4月13日閲覧。
2. ↑  総務省統計局 (2017年1月27日). “平成27年国勢調査の調査結果(e-Stat) - 男女別人口及び世帯数 －町丁・字等” (CSV). 2021年7月21日閲覧。
3. ↑  “愛知県豊橋市の郵便番号一覧”.   日本郵便. 2023年4月13日閲覧。
4. ↑  “市外局番の一覧” (PDF).   総務省 (2022年3月1日). 2022年3月22日閲覧。
5. ↑  総務省統計局 (2014年3月28日). “平成7年国勢調査の調査結果(e-Stat) - 男女別人口及び世帯数 －町丁・字等” (CSV). 2021年7月20日閲覧。
6. ↑  総務省統計局 (2014年5月30日). “平成12年国勢調査の調査結果(e-Stat) - 男女別人口及び世帯数 －町丁・字等” (CSV). 2021年7月20日閲覧。
7. ↑  総務省統計局 (2014年6月27日). “平成17年国勢調査の調査結果(e-Stat) - 男女別人口及び世帯数 －町丁・字等” (CSV). 2021年7月21日閲覧。
8. ↑  総務省統計局 (2012年1月20日). “平成22年国勢調査の調査結果(e-Stat) - 男女別人口及び世帯数 －町丁・字等” (CSV). 2021年7月21日閲覧。
9. ↑  総務省統計局 (2017年1月27日). “平成27年国勢調査の調査結果(e-Stat) - 男女別人口及び世帯数 －町丁・字等” (CSV). 2021年7月21日閲覧。

### 書籍
1. 1 2 3 4 5 6 7 8 9 10 11 12 13 14 15 16 17 18 19 20 21  「角川日本地名大辞典」編纂委員会 1989, p. 1794.